# مروي

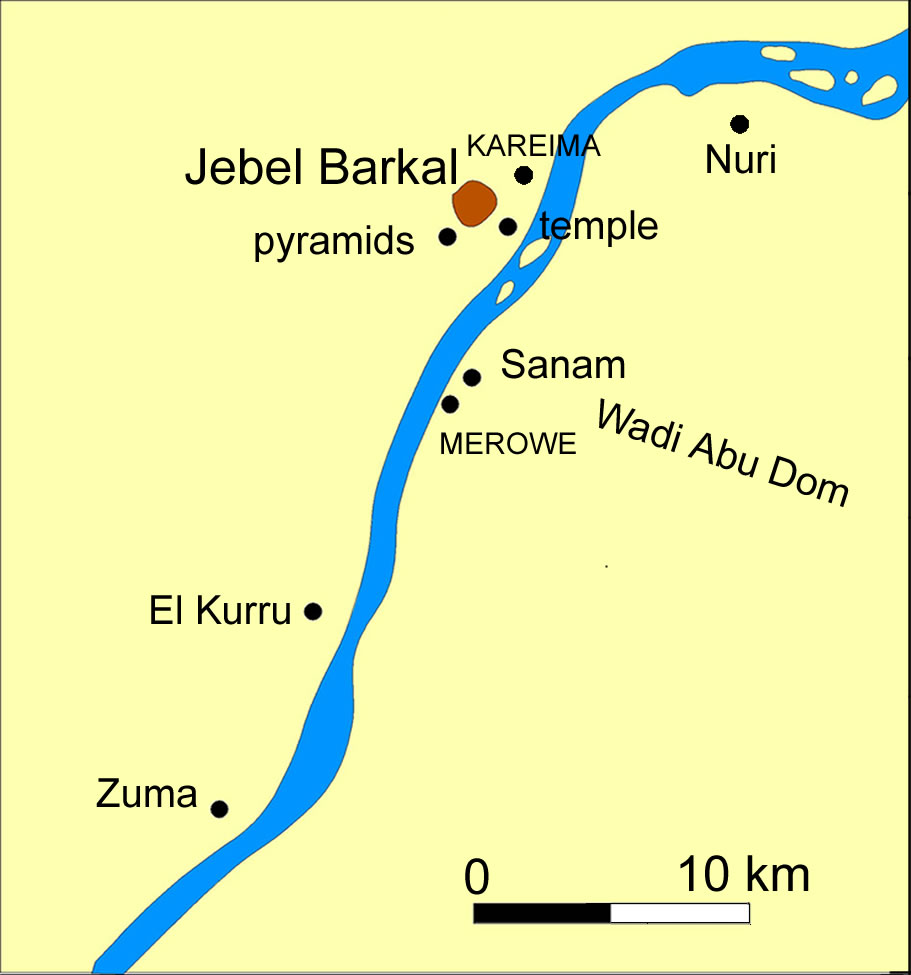
خريطة تبين موقع مروي (أسود)

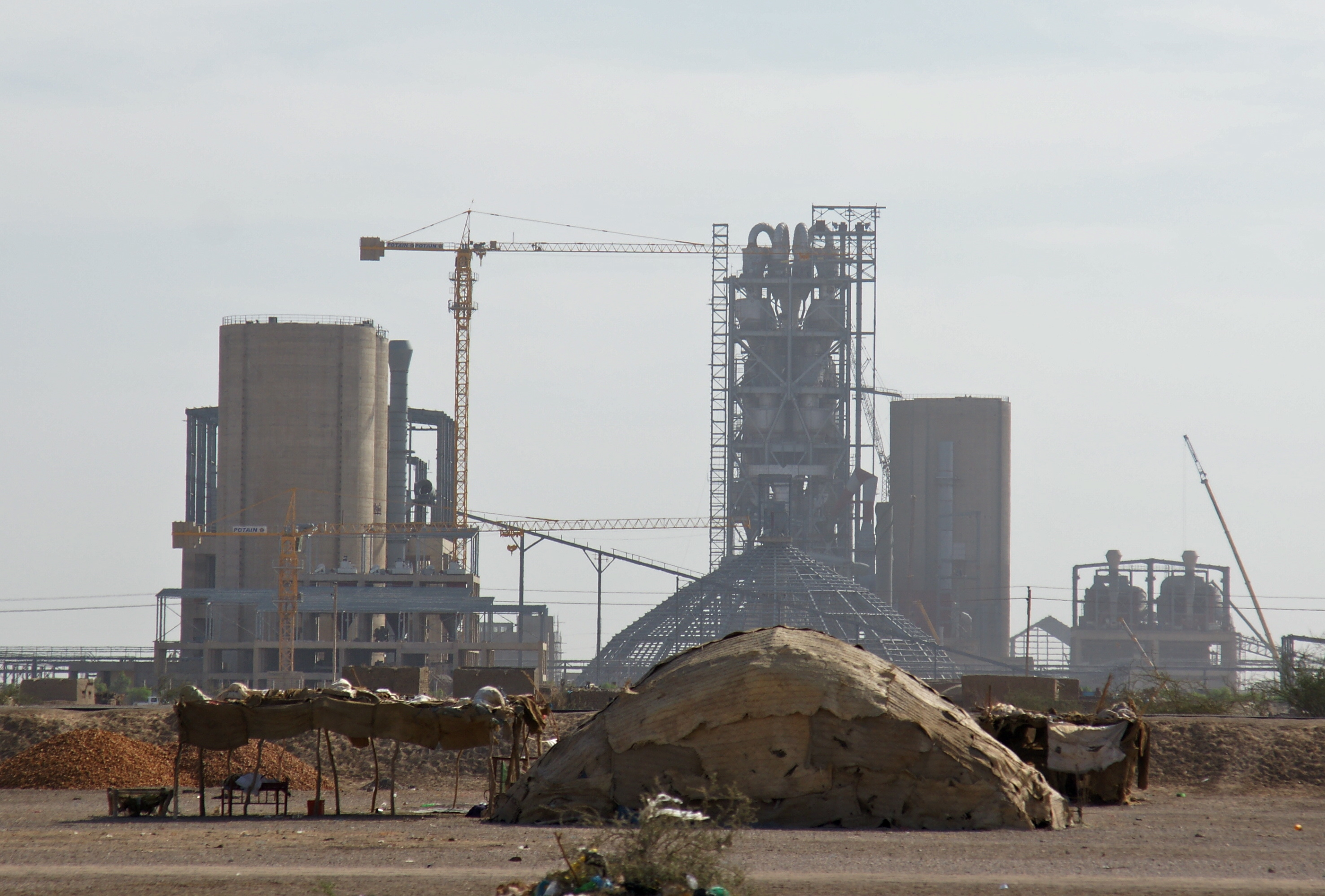
تشييد صناعات جديدة في إطار مشروع سد مروي.

مروي مدينة سودانية تقع في الولاية الشمالية، وهي تختلف عن مدينة مروي القديمة التي توجد بها أهرامات البجراوية. واشتهرت المدينة عندما قررت الحكومة تشييد خزان مروي الضخم هناك في الألفية الجديدة.
عمل عالم الاثار السوداني أسامة عبدالرحمن النور بالتنقيب في المدينة الملكية في مروي، ضمن بعثة جامعة الخرطوم بإشراف البروفسور بيتر شينى .

## الموقع
تقع في شمال السودان في الولاية الشمالية , بالقرب من مدينة دنقلا وتبعد من الخرطوم مسافه 350 كيلو متر.

## المناخ
مدينة يسودها المناخ الصحراوي الحار في فصل الصيف الذي يبدأ في شهر مايو ويستمر حتى أواخر سبتمبر، ويتميز الشتاء بالبرودة حيث تنخفض درجة الحرارة إلى 20 درجة مئوية ومعدل الرطوبة إلى أقل من 20% ويمتد الشتاء من أواخر نوفمبر حتى منتصف مارس.
أما كمية الأمطار فهي شحيحة وقليلة جداً بحيث لا يزيد متوسط عدد الأيام المطيرة فيها في السنة عن ثلاث أيام فقط.
متوسط توقيت شروق الشمس في مروي:الساعة 07:03 صباحاً بالتوقيت المحلي والغروب الساعة 07:08 مساء.

## السكان

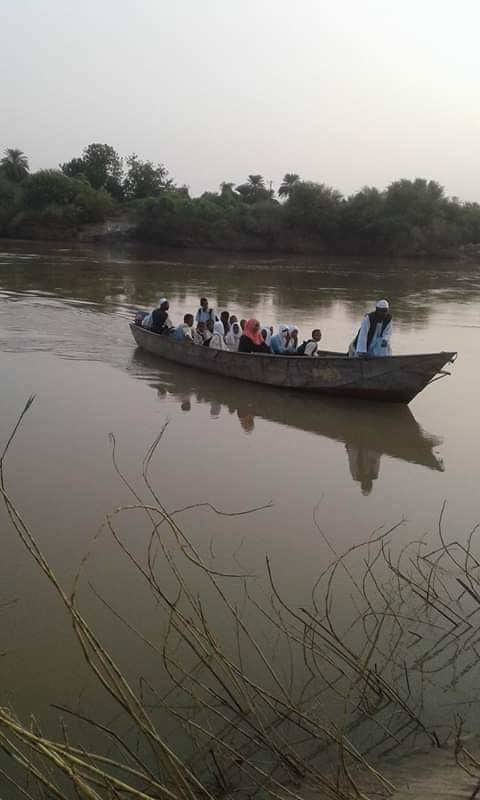
السودان الولايه الشماليه مروي نوري جزيره ترج.

«مروي» المدينة التي تمثل حاضرة أهل السودان القدماء في منطقة الشمال وتربط بين السودان وجنوب منطقة النوبة. وهي أرض لمختلف القبائل السودانية وأهمها الشايقية الذين يعتبرون السكان الأصليين لها ثم الرباطاب والدناقلة والمحس وغيرهم من القبائل العربية التي سكنت المنطقة وما زالت حتى اليوم .
مروي إحدى مدن السودان.

## سد مروي
يقع السد في منطقة الحمداب بمعتمدية مروي بالولاية الشمالية بالسودان على بعد 350 كيلومتر شمال العاصمة السودانية الخرطوم و40 كيلومتر من مدينة مروى.وحوالي 30 كيلومتر من نورى.
بدأت الدراسات للمشروع منذ منصف الأربعينات من القرن الماضي بواسطة الحكومة المصرية في مطلع الثمانينات تمت دراسة ما قبل الجدوى بواسطة المستشار السويدي سويكو في 1993م اكتملت دراسة الجدوى بواسطة المستشار الكندي موننكو اقرا بتمويل من البنك الدولي .. صدر في أكتوبر 2001م.
يبلغ الطول الكلى لسد مروى حوالي 9228.2 مترا على ضفتي نهر النيل ويبلغ ارتفاعه 60 مترا وهو بذلك يعد سدا متوسط الارتفاع ولكنه في نفس الوقت ينتج الطاقة التي تنتجها السدود المرتفعة وذلك لعمق نهر النيل ووفرة مياهه.

## مطار مروي

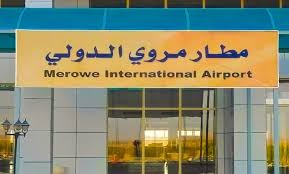
مطار مروي السودان

بدأت الدراسات الأولية لمشروع مطار مروي عام 1993، ويعتبر مطار مروي أحد أكبر المشاريع المرافقة لإنشاء سد مروي، وتم تصميمه على أحدث نظم التكنولوجيا، حيث يبلغ طول مهبط الطائرات فيه قرابة 4 كيلوميترات، وعرضه 60 متراً، وتبلغ المساحة الكلية للمطار 18 كيلومتر مربع، بطول 6 كلم وعرض 3 كلم، وهو على بُعد كيلومترين من موقع المطار القديم.
يعتبر مطار مروي الدولي من المطارات الحديثة في السودان، وميناء جوي يزود الطائرات بالوقود، وقد صُمم بمواصفات هبوط وإقلاع للطائرات الضخمة، كما يضم المطار قاعدة عسكرية جوية تشرف دفاعاتها الجوية على كل أنحاء السودان، وتعتبر نقطة تمركز بديلة للقوات الجوية السودانية.
شهدت قاعدة مروي العسكرية الجوية تدريبات مشتركة ومناورات جوية بين الجيشين السوداني والمصري في مارس 2021.

## هوامش
1. ↑  تختلف مدينة مروي الحالية عن مدينة مروي القديمة، حيث تقع مروي الحالية في الولاية الشمالية، وهي مدينة حديثة نسبيا واشتهرت بوجود سد مروي،
[3][4]
 ولا توجد بها آثار أو أهرامات، وتقع مروي القديمة في ولاية نهر النيل بمنطقة البجراوية وهي التي توجد بها الآثار والأهرامات.